# Leichtathletik-Weltmeisterschaften 2023/Teilnehmer (Südsudan)
| Goldmedaillen | Silbermedaillen | Bronzemedaillen |
| ------------- | --------------- | --------------- |
| —             | —               | —               |

Der Südsudan nahm an den Leichtathletik-Weltmeisterschaften 2023 in Budapest mit einem Athleten teil.

## Ergebnisse

### Männer

#### Laufdisziplinen
| Athlet       | Disziplin | Vorlauf        | Vorlauf | Halbfinale | Halbfinale | Finale | Finale |
| Athlet       | Disziplin | Zeit           | Platz   | Zeit       | Platz      | Zeit   | Platz  |
| ------------ | --------- | -------------- | ------- | ---------- | ---------- | ------ | ------ |
| Abraham Guem | 1500 m    | 3:37,85 min PB | 33      | DNQ        | DNQ        | –      | –      |